# Digenis Akritas
Digenis Akritas (in greco bizantino: Διγενῆς Ἀκρίτας, AFI:  [ðiʝeˈnis aˈkɾitas]) è il più noto poema epico della letteratura di epoca bizantina. Scritto in greco medievale da un anonimo del XII secolo, il poema continua la tradizione delle canzoni akritiche e, con esse, segna l'inizio della letteratura greca vernacolare.

## Trama: la prima parte del poema

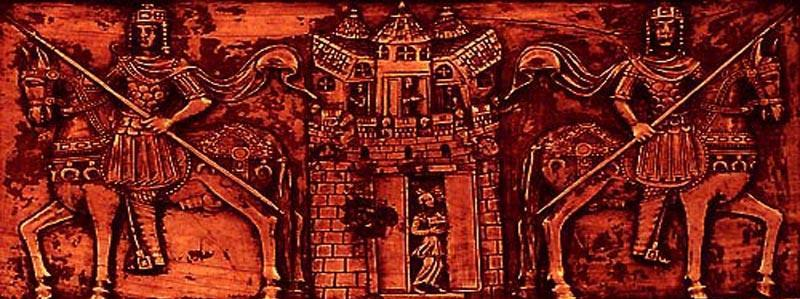
Acriti bizantini in un'antica rappresentazione.

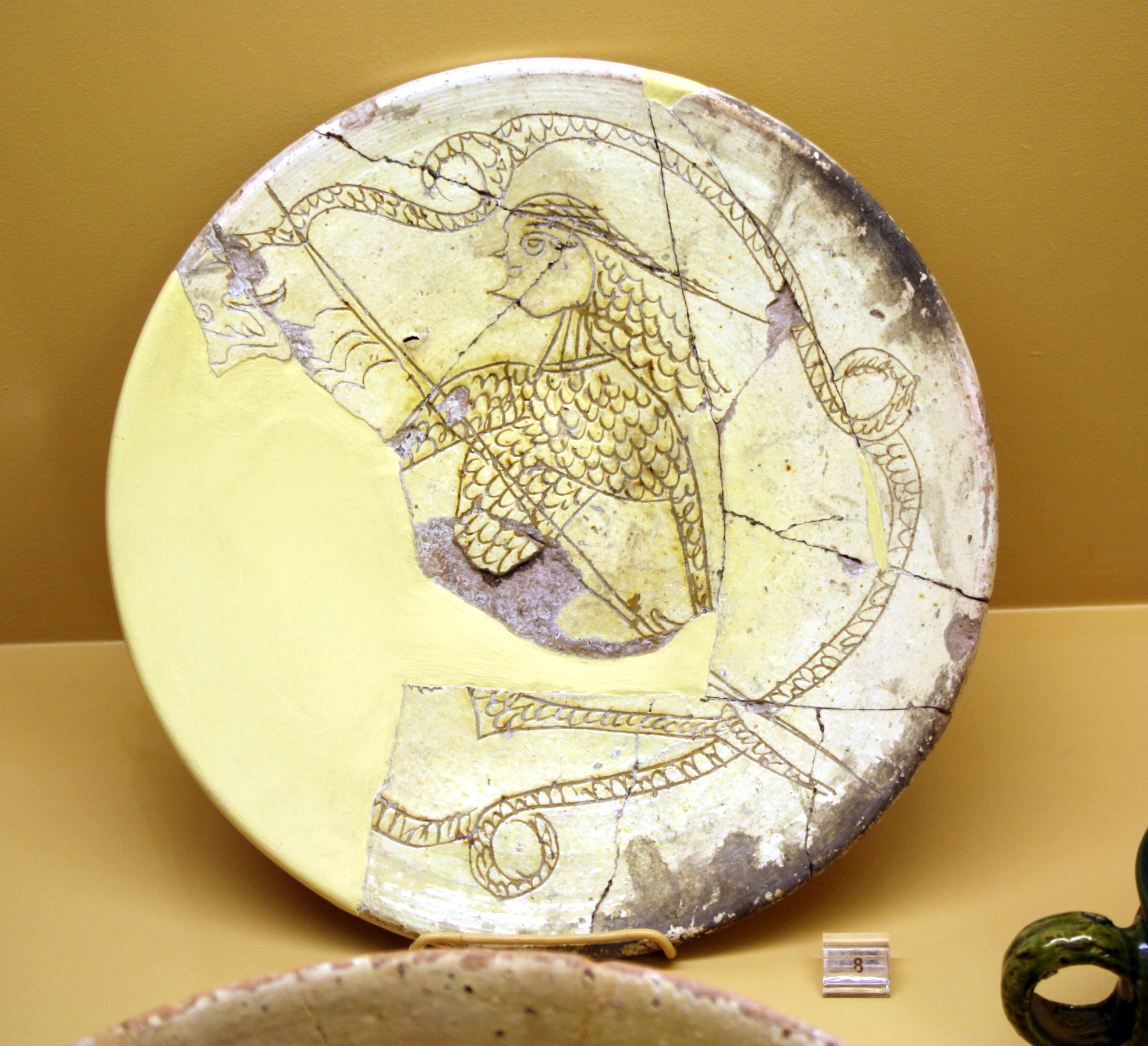
Basilio Akritas e il drago. Piatto bizantino del XIII secolo.

Il contesto in cui si sviluppa la prima parte del racconto è rappresentato dal conflitto arabo-bizantino, che si protrasse dal VII all'XI secolo. In particolare, la vicenda si focalizza sulle incursioni arabe in territorio bizantino e sulle vicende degli acriti bizantini, membri di una classe militare cui competeva la difesa delle regioni di frontiera dell'impero.
Il racconto si apre con un emiro arabo che invade la Cappadocia e rapisce la figlia di un generale bizantino. L'emiro accetta poi di convertirsi al cristianesimo insieme alla sua gente e di stabilirsi nella Romània (cioè nelle terre dell'Impero bizantino), prendendo in moglie la figlia del generale.

Si ha così la riconciliazione tra i due popoli, con il matrimonio che sta a simboleggiare il trionfo del Cristianesimo sull'Islam. Il resto del racconto è dedicato al periodo successivo, dominato da un clima di pacifica coesistenza tra i due popoli.

## La seconda parte
Dal matrimonio tra l'emiro e la nobildonna bizantina nasce l'eroe eponimo del testo, sulla cui figura si concentra la seconda parte del poema. Il suo nome proprio è trasparente: significa infatti 'di due stirpi' (da dyo, due e genos, stirpe) e 'dei confini'. Giovane di grande forza capace di numerose prodezze, Digenis, come suo padre, finisce con il rapire e poi sposare la figlia di un generale bizantino. Dopo aver ucciso un drago, si unisce agli apelates, un gruppo di banditi, per poi sconfiggere in un solo combattimento i tre capi della banda. Nessuno dei suoi avversari riesce infatti ad avere la meglio sul giovane eroe, neppure la potentissima guerriera Maximu con la quale, però, Digenis commette adulterio. Dopo aver vinto tutti i suoi nemici, Digenis costruisce un lussuoso castello sulle rive dell'Eufrate, dove trascorre pacificamente i suoi ultimi giorni.

## Stile
Digenis Acritas fu redatto in greco medievale e composto in versi di quindici sillabe; le rime sono piuttosto rare.

## IlDigenis Acritasnella tradizione successiva
L'imperatore bizantino Manuele I Comneno (1143-1180) era considerato un grande guerriero e, per le sue campagne contro i musulmani, fu detto "il nuovo Acritis".
Il Digenis Acritas continuò ad essere letto nei secoli successivi e il testo venne tramandato in diverse versioni, le più recenti delle quali risalgono al XV secolo. Il poema fece inoltre da spunto per un ciclo di poesie akritiche, delle quali soltanto alcune ci sono pervenute.
Secondo la tradizione dei secoli successivi, Digenis fu sconfitto solo dalla personificazione della Morte, che assunse le sembianze di Thanatos/Caronte, durante un duello sull'"aia di marmo".
Il mito di Akritas permane nell'ambito bizantino per molti secoli specie in ambito militare. Acriti vengono definiti I soldati bizantini che difendono i confini dell'impero e il suo mito è riprodotto su molti piatti e vasi tra cui quello custodito ad Atene. Dello stesso periodo è un piatto nello stesso stile esecutivo ritrovato nel 2014 a Castro (LE) in ambiti archeologici che fanno presumere le ultime fasi della ritirata dell'impero bizantino dall'estrema penisola salentina.

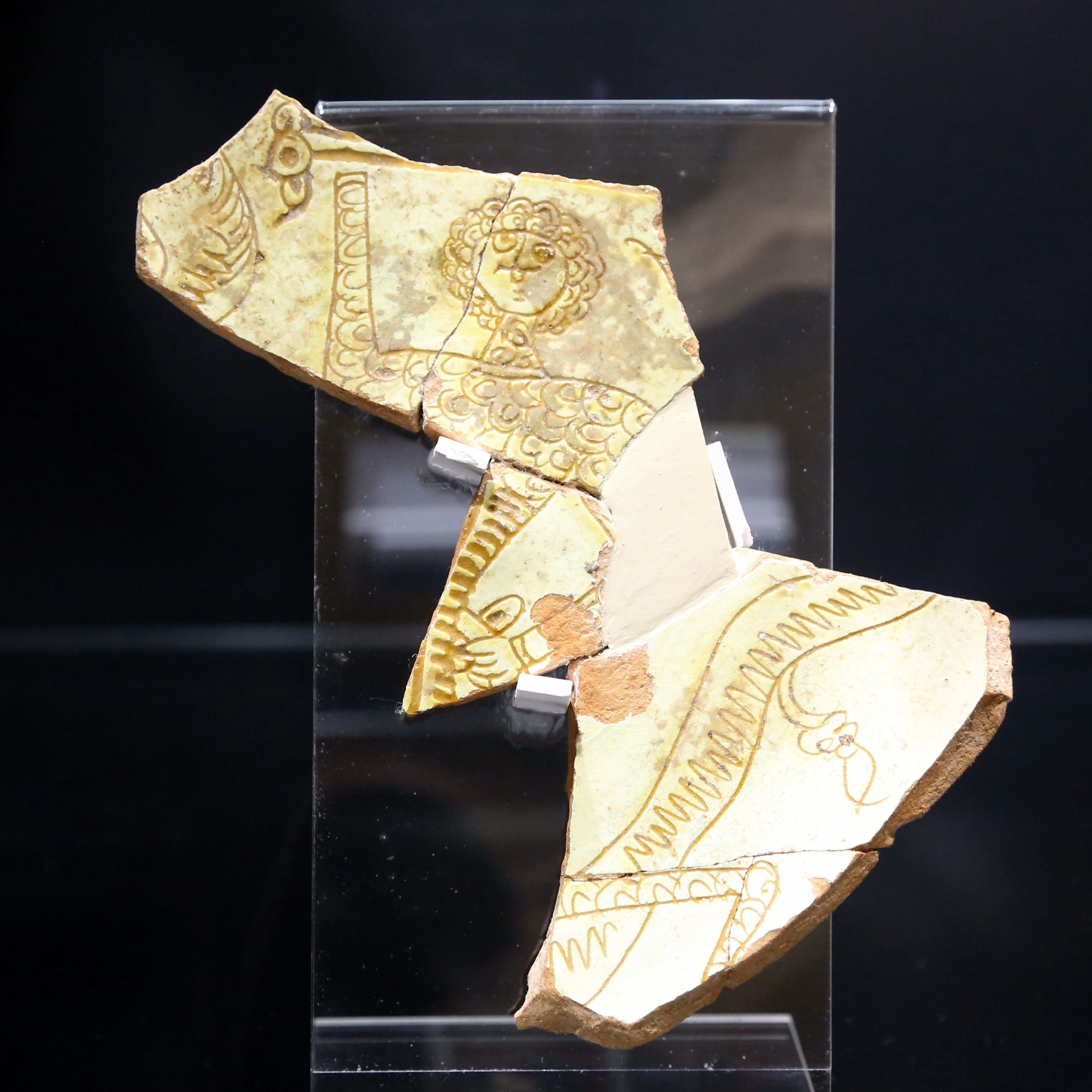
Akristas e il drago - Piatto bizantino - Museo Archeologico di Castro (LE)

## Edizioni in italiano
- Digenis Akritas, a cura di Paolo Odorico, Firenze, Giunti, 1995, ISBN 978-8809207110